# 도미니크 하셰크
도미니크 하셰크(체코어: Dominik Hašek, 1965년 1월 29일~)는 체코의 은퇴한 아이스하키 선수로 포지션은 골텐더이다. 16번의 시즌 동안 내셔널 하키 리그(NHL)에서 활약했으며, 시카고 블랙호크스, 버펄로 세이버스, 디트로이트 레드윙스, 오타와 세너터스 소속으로 뛰었다. 버펄로의 선수 시절에는 리그 최고의 골텐더로 활약하여 "도미네이터(The Dominator, "지배자")"라는 별명을 얻었다. 그의 활약은 기존 북아메리카 출신 골텐더가 지배하던 NHL에 유럽 출신 골텐더도 활동할 수 있음을 보여줬다. 그는 디트로이트 레드윙스 소속으로 스탠리 컵을 2번 들었으며, 2017년 1월에 로스앤젤레스에서 열린 NHL 올스타 위크에서 "가장 위대한 NHL 선수 100인" 중 한 명으로 선정되었다.